# Корытное (Одесская область)
Коры́тное (укр. Кори́тне) — село, относится к Балтскому району Одесской области Украины.
Население по переписи 2001 года составляло 760 человек. Почтовый индекс — 66131. Телефонный код — 4866. Занимает площадь 3,86 км². Код КОАТУУ — 5120682601.

## Местный совет
66130, Одесская обл., Балтский р-н, с. Корытное

## История
В 1849 году переселенцами из Подольской и Киевской губерний была основана еврейская земледельческая колония Абазовка. В 1893 в колонии насчитывалось 43 двора и 333 жителя; в 1898—99 — 280 жителей, в 1905 — 47 дворов и 324 жителя, имелась синагога. В результате Гражданской войны, погромов, голода и эпидемий к 1922 прекратила существование. Ныне территория бывшей колонии Абазовка в составе села Корытное.